# Крајина (владар Травуније)
Крајина (грч. Κραινα) је био српски владар, који је са титулама жупана и кнеза владао Травунијом средином IX века, а на престолу је наследио свог оца Белоја. Једини историјски извор који га помиње је дело „О управљању Царством“, византијског цара Константина VII Порфирогенита (913—959).
Он се, око 847/848. године, оженио племкињом непознатог имена, која је била ћерка, тадашњег кнеза Србије, Властимира. Овим браком, Крајина је од свог таста добио титулу кнеза и самосталност, али се сматра да је и даље признавао врховну власт кнеза Србије.
У браку са Властимировом ћерком добио је сина Хвалимира, који га је касније наследио.

## Извори и литература